# Aidia tomentosa
Aidia tomentosa là một loài thực vật có hoa trong họ Thiến thảo. Loài này được (Blume) Ridsdale mô tả khoa học đầu tiên năm 1996.